# Sergio Zyman
Sergio Zyman (Cidade do México, 30 de julho de 1943) é um executivo mexicano, ex-diretor de marketing da Coca-Cola Company. Sua carreira ficou marcada pelo sucesso da implantação da linha de produtos diet da empresa e o fracasso da comercialização do refrigerante New Coke em 1985, vendido como substituto da Coca Cola. Considerado um dos maiores erros de marketing cometidos desde o lançamento do Ford Edsel, a New Coke serviu para fortalecer a Pepsi, maior concorrente da Coca Cola. Após 77 dias de maciça propaganda, a New Coke foi retirada do mercado por conta da alta rejeição dos consumidores e a formula original foi reintroduzida enquanto que Zyman renunciaria ao cargo, tendo sua carreira arruinada.
Ao sair da Coca Cola, criou a Z, empresa de consultoria e aos poucos reconstruiu sua carreira. Após sete anos, retornaria com sucesso ao cargo na Coca Cola.  Em 2005, venderia parte de sua empresa de consultoria ao MDC Partners por cerca de US$ 60 milhões.

## Obras publicadas
- (1999) O fim do marketing como nós conhecemos[8]
- (2001) A força da marca[9]